# Shadow Man
Shadow Man,  amerikansk actionfilm från 2006 i regi av Michael Keusch.

## Handling
Den före detta CIA-agent Jack Foster (Seagal) tvingas nysta upp ett farligt nät av internationellt spionage för att kunna rädda sin dotter och förhindra att ett dödligt virus hamnar i fiendens händer. Agenter inom CIA med hjärtat på fel ställe smugglar ut ett dödligt virus från USA och använder Foster som ovetande kurir. När han och hans dotter är på resa i Europa kidnappas hon av utländska agenter. För att kunna rädda henne och oskadliggöra kidnapparna, måste Foster ge sig in i en skum värld av internationellt spionage där fienden lurar bakom varje hörn och en bästa vän kan visa sig vara ens värsta fiende.

## Rollista (i urval)
- Steven Seagal - Jack Foster
- Eva Pope - Anya
- Imelda Staunton - Ambassador Cochran
- Vincent Riotta - Harry
- Michael Elwyn - George
- Skye Bennett - Amanda Foster
- Garrick Hagon - Waters